# Principelijster
De principelijster (Turdus xanthorhynchus) is een zangvogel uit de familie lijsters (Turdidae). De wetenschappelijke naam van de soort is voor het eerst geldig gepubliceerd in 1901 door Tommaso Salvadori. Het is een ernstig bedreigde endemische vogelsoort op een eiland in de Golf van Guinee.
De principelijster wordt soms beschouwd als een ondersoort (T. olivaceofuscus xanthorhynchus) van de sãotomélijster (Turdus olivaceofuscus), maar meestal als eigen soort gezien.

## Verspreiding en leefgebied
Deze soort is endemisch in Sao Tomé en Principe en komt binnen dat land alleen voor op het eiland Principe.

## Status
De Principelijster staat sinds 2011 als "Kritiek" op de lijst van de IUCN. Zijn kleine verspreidingsgebied in combinatie met habibatverlies (ontbossing) en bedreiging door opportunistische jacht zorgen hebben ervoor gezorgd dat er nog maar zeer weinig over zijn. De populatie werd in 2007 op 364 vogels geschat, maar in 2010 werd deze schatting naar beneden bijgesteld, er zouden nog minder dan 250 Principelijsters over zijn.

## Gedrag en voeding
Deze lijster eet met name ongewervelden en fruit.